# Міхал Млинар
Міхал Млинар (словац. Michal Mlynár; 1970) — словацький дипломат. Постійний представник Словаччини при Організації Об'єднаних Націй (з 2017).

## Життєпис
У 1989 році навчався в Університеті Коменського в Братиславі. Має ступінь магістра та доктора філософії. Доктор прикладної лінгвістики та викладання іноземних мов (англійської та російської) в Університету Коменського в Братиславі.
Свою професійну кар'єру розпочав учителем середньої школи (1993—2000), але потім він був обраний для участі в програмі Fulbright Visiting Scholar для викладання та навчання в Сполучених Штатах у Лос-Анджелесському коледжі Харбор у Вілмінгтоні, Каліфорнія, та в Каліфорнійському університеті Лос-Анджелеса (UCLA).
На початку своєї дипломатичної кар'єри Міхал Млинар обіймав низку посад у міністерстві закордонних справ у Братиславі, у тому числі в департаментах Дипломатичного протоколу та Організації Об'єднаних Націй. Він також двічі обіймав посаду шефа кабінету міністрів закордонних справ Словаччини. У 2004—2009 роках він був призначений в ООН у Нью-Йорку як заступник постійного представника та політичний координатор дипломатичної команди Словаччини під час дворічної каденції його країни в Раді Безпеки (2006—2007). У 2007 році був відправлений в послом у Кенію.
У 2015—2017 рр. — був генеральним директором з міжнародних організацій, співробітництва і розвитку, та гуманітарної допомоги в міністерстві закордонних справ Словаччини.
З 2017 року — Постійний представник Словаччини при Організації Об'єднаних Націй